# Walter Beckhoff
Walter Beckhoff (* 9. Dezember 1648 in Hamburg; † 24. Juni 1727 ebenda) war ein deutscher Politiker und von 1698 bis 1727 Senator von Hamburg. 1694 und 1695 leitete er als Präses die Handelskammer Hamburg.

## Leben
Walter Beckhoff kam als Sohn des aus Bremen stammenden Kaufmanns Johannes Beckhoff und dessen Frau Elisabeth, Tochter des Walther de Hertoghe und Maria geb. de Hasendonck, in Hamburg zur Welt. Er besuchte eine öffentliche Schule und wurde von seinem Vater in kaufmännischen Fähigkeiten wie Rechnen und Handelslehre unterrichtet. Neben Latein beherrschte er mehrere lebende Sprachen. 1683 ging Beckhoff geschäftlich nach Belgien und England, zwei Jahre später reiste er ins französische Brabant und durch Deutschland.
Zurück in Hamburg führte Beckhoff seine Geschäfte als Kaufmann fort. Am 20. April 1686 heiratete er Catharina Elisabeth Boeschart († 28. Juli 1719), Tochter des Kaufmanns Dietrich Boeschart und Agathe von Overbeke. Aus der Ehe gingen vier lebende Kinder hervor: Agathe (* 1687, verheiratet 1712 mit Peter Peinhorst), Johannes Dietrich (* 1689, verheiratet 1715 mit Sara Boeschart), Elisabeth (* 1690, verheiratet 1715 mit Andreas Beckhoff) und Walther (* 1693, verheiratet 1716 mit Sara Elisabeth Schroder).
Beckhoff engagierte sich in verschiedenen Ämtern der Stadtregierung Hamburgs. Er war Vorsitzender der Versammlung der Kaufleute, Deputierter für das Kriegswesen und die Soldzahlungen sowie Beisitzer am Niedergericht. Er war Mitglied und von Mai 1694 bis Juli 1695 Präses der Commerzdeputation (Handelskammer). Am 5. April 1698 folgte seine Wahl in den Senat. Neben den Zuständigkeitsbereichen Militär, Landgebiet und Schifffahrt war er insbesondere im Scholarchat (städtische Aufsichtsbehörde für das hamburgische Schulwesen) tätig. 1705 führte er die Prätur. Insgesamt war er fast 29 Jahre lang Hamburger Senator.
Am 15. Februar 1727 erlitt Beckhoff einen Schlaganfall, den er zwar überlebte, aber Gedächtnisverluste zwangen ihn, seine Arbeit aufzugeben. Er verstarb einige Monate später im Alter von 78 Jahren.
Vermutlich wurde 1788 der Hamburger Stadtteil Waltershof nach Walter Beckhoff benannt. Es ist jedoch auch möglich, dass  Gutsbesitzer Nicolaus Berens, der die beiden Elbwerder Rugenbergen und Griesenwerder unter dem Namen Waltershof zusammenfasste, dabei Bezug auf seinen Sohn Walter Johann nahm.